# Carway
Carway är en by i Carmarthenshire i Wales. Byn är belägen 77,8 km 
från Cardiff. Orten har 814 invånare (2016).